# Bill Johnson (alpineskiër)
William Dean "Bill" Johnson (Los Angeles, 30 maart 1960 - Gresham, Oregon, 21 januari 2016) was een Amerikaans alpineskiër. Hij was tevens de eerste Amerikaan die goud won op de Olympische Winterspelen bij het alpineskiën.

## Carrière
Bij de wereldbeker alpineskiën wist Johnson driemaal een wedstrijd winnend af te sluiten. Hij behaalde overwinningen in Wengen, Aspen en Whistler (alle in 1984). Mede door deze overwinningen eindigde hij op de 3e plaats in het eindklassement van de wereldbeker alpineskiën 1983/1984 op de afdaling.
In 2001 besloot Johnson op 40-jarige leeftijd een comeback te maken in het professionele alpineskiën, hij had de intentie zich te gaan kwalificeren voor de Olympische Winterspelen 2002. De Amerikaan maakte na elf jaar zijn rentree bij de Amerikaanse kampioenschappen alpineskiën 2001 in Whitefish. De rentree van Johnson eindigde abrupt toen hij halverwege de race ten val kwam. Johnson liep ernstig hersenletsel op, slikte bijna zijn tong in en lag drie weken in coma. Johnson heeft aan het ongeval een blijvende handicap overgehouden. Hij overleed in 2016 op 55-jarige leeftijd.

## Resultaten

### Olympische Spelen
| Jaar | Plaats   | Resultaten |
| ---- | -------- | ---------- |
| 1984 | Sarajevo | Afdaling   |

### Wereldkampioenschappen
| Jaar | Plaats | Resultaten   |
| ---- | ------ | ------------ |
| 1985 | Bormio | 14e Afdaling |

### Wereldbeker
Eindklasseringen
| Seizoen   | Algm | AD    | RS  | SC  |
| --------- | ---- | ----- | --- | --- |
| 1982/1983 | 65e  | 27e   | -   | -   |
| 1983/1984 | 14e  | Brons | -   | -   |
| 1984/1985 | 57e  | 24e   | 49e | -   |
| 1985/1986 | 41e  | 20e   | -   | 25e |

Wereldbekerzeges
| Datum           | Plaats   | Onderdeel |
| --------------- | -------- | --------- |
| 15 januari 1984 | Wengen   | Afdaling  |
| 4 maart 1984    | Aspen    | Afdaling  |
| 11 maart 1984   | Whistler | Afdaling  |

## Trivia
- Johnsons motto staat verwerkt in zijn tatoeage: "Ski to die".